# 상아기연
주식회사 상아기연은 산업용 차량 및 건설장비 엔진 부품을 비롯하여 유압계열, 와이퍼/윈도우 시스템, 각종 커버류, 건설, 전자 부품들을 생산하는 기업으로, 상아프론테크의 자회사이다.